# Marcos Galvão
Marcos Galvão (ur. 23 czerwca 1982 w Manaus) – brazylijski zawodnik mieszanych sztuk walki (MMA), mistrz Bellator MMA w wadze koguciej z 2015. Posiadacz czarnego pasa w brazylijskim jiu-jitsu.

## Kariera MMA
W MMA zadebiutował 4 maja 2003 na gali Shooto w Tokio, wygrywając z Masato Shiozawą. Do 2010 walczył na galach m.in. Shooto oraz WEC, notując m.in. porażkę z rąk Briana Bowlesa oraz remis z Masakatsu Ueda w walce o pas mistrzowski Shooto. 3 grudnia 2010 został mistrzem Ring of Combat wagi piórkowej. Krótko po tym, związał się z Bellator FC, gdzie w debiucie 16 kwietnia 2011 przegrał z Joe Warren na punkty. W 2012 wygrał turniej Bellatora wagi koguciej, pokonując m.in. byłego mistrza WEC, Chase'a Beebe i otrzymując szansę walki o mistrzostwo w tejże wadze z rodakiem oraz kolegą klubowym Eduardo Dantasem (14 lutego 2013), którą ostatecznie przegrał przez ciężki nokaut. Po trzech wygranych pojedynkach z rzędu, otrzymał ponownie szansę zdobycia tytułu. 27 marca 2015 na gali Bellator 135, zmierzył się w rewanżu z Warrenem, który ówcześnie był mistrzem wagi koguciej. Tym razem lepszy okazał się Brazylijczyk, który założył obrońcy tytułu dźwignię na kolano, czym zmusił sędziego do przerwania pojedynku. 
17 czerwca 2016 stracił tytuł na rzecz byłego rywala, Eduardo Dantasa, przegrywając z nim jednogłośnie na punkty.

## Osiągnięcia
Mieszane sztuki walki:
- 2010: mistrz Ring of Combat wagi piórkowej (-66 kg)
- 2012: Bellator Season Six Bantamweight Tournament – 1. miejsce w turnieju wagi koguciej (-61 kg)
- 2015–2016: mistrz Bellator MMA w wadze koguciej

Brazylijskie jiu-jitsu:
- 1997: Mistrzostwa Świata w BJJ – 1. miejsce (niebieskie pasy)
- 1998: Mistrzostwa Świata w BJJ – 1. miejsce (brązowe pasy)